# Stefan Örnskog
Bror Karl Stefan Örnskog, född 24 april 1969 i Jönköping i Jönköpings län, är en svensk före detta ishockeyspelare.
Örnskog spelade 12 säsonger av sin 14 säsonger långa karriär i HV71 från Jönköping. Säsongen 1994/1995 och delar av säsongen 1999/2000 spelade han för JYP i finländska FM-ligan. Före hemmamatchen mot Frölunda HC 26 december 2001 hissades hans tröja med nummer 15, tillsammans med Fredrik Stillmans nummer 14, upp i taket i Kinnarps Arena.
I dag arbetar Stefan Örnskog som ansvarig för HV71:s ungdomsverksamhet.
Örnskog är bosatt i Jönköping.

## Meriter
- OS-guld 1994
- VM-brons 1994
- VM-silver 1995
- SM-guld med HV71 1995

## Klubbar
- HV71 1987/1988 - 1997/1998
- JYP 1998/1999 - 1999/2000
- HV71 1999/2000 - 2000/2001

### Fotnoter
1. ↑  ”Tröjnummer genom tiderna”. HV71. Arkiverad från originalet den 9 mars 2017. https://web.archive.org/web/20170309184429/http://www.hv71.se/om-hv71/statistik/trojnummer-genom-tiderna. Läst 13 mars 2017.